# Saint-Vaast-de-Longmont
Saint-Vaast-de-Longmont és un municipi francès, situat al departament de l'Oise i a la regió dels Alts de França. L'any 2007 tenia 595 habitants.

## Demografia

### Població
El 2007 la població de fet de Saint-Vaast-de-Longmont era de 595 persones. Hi havia 208 famílies de les quals 24 eren unipersonals (16 homes vivint sols i 8 dones vivint soles), 68 parelles sense fills, 108 parelles amb fills i 8 famílies monoparentals amb fills.
La població ha evolucionat segons el següent gràfic:
Habitants censats

### Habitatges
El 2007 hi havia 221 habitatges, 212 eren l'habitatge principal de la família, 4 eren segones residències i 5 estaven desocupats. 218 eren cases i 2 eren apartaments. Dels 212 habitatges principals, 195 estaven ocupats pels seus propietaris, 13 estaven llogats i ocupats pels llogaters i 4 estaven cedits a títol gratuït; 1 tenia una cambra, 1 en tenia dues, 21 en tenien tres, 69 en tenien quatre i 120 en tenien cinc o més. 186 habitatges disposaven pel capbaix d'una plaça de pàrquing. A 68 habitatges hi havia un automòbil i a 134 n'hi havia dos o més.

### Piràmide de població
La piràmide de població per edats i sexe el 2009 era:
| Homes | Edats   | Dones |
| ----- | ------- | ----- |
| 0     | 95 o +  | 0     |
| 0     | 90 a 94 | 0     |
| 0     | 85 a 89 | 0     |
| 4     | 80 a 84 | 0     |
| 4     | 75 a 79 | 8     |
| 16    | 70 a 74 | 8     |
| 4     | 65 a 69 | 16    |
| 4     | 60 a 64 | 16    |
| 12    | 55 a 59 | 8     |
| 32    | 50 a 54 | 32    |
| 20    | 45 a 49 | 36    |
| 20    | 40 a 44 | 16    |
| 16    | 35 a 39 | 8     |
| 24    | 30 a 34 | 16    |
| 8     | 25 a 29 | 16    |
| 20    | 20 a 24 | 28    |
| 32    | 15 a 19 | 24    |
| 20    | 10 a 14 | 16    |
| 8     | 5 a 9   | 8     |
| 0     | 0 a 4   | 8     |

## Economia
El 2007 la població en edat de treballar era de 401 persones, 308 eren actives i 93 eren inactives. De les 308 persones actives 286 estaven ocupades (161 homes i 125 dones) i 22 estaven aturades (9 homes i 13 dones). De les 93 persones inactives 43 estaven jubilades, 28 estaven estudiant i 22 estaven classificades com a «altres inactius».

### Ingressos
El 2009 a Saint-Vaast-de-Longmont hi havia 215 unitats fiscals que integraven 624,5 persones, la mediana anual d'ingressos fiscals per persona era de 23.558 €.

### Activitats econòmiques
Dels 13 establiments que hi havia el 2007, 1 era d'una empresa extractiva, 3 d'empreses de construcció, 2 d'empreses de comerç i reparació d'automòbils, 3 d'empreses de transport, 1 d'una empresa d'hostatgeria i restauració, 1 d'una empresa immobiliària, 1 d'una empresa de serveis i 1 d'una empresa classificada com a «altres activitats de serveis».
Dels 5 establiments de servei als particulars que hi havia el 2009, 1 era un taller de reparació d'automòbils i de material agrícola, 1 lampisteria, 2 electricistes i 1 perruqueria.

## Equipaments sanitaris i escolars
El 2009 hi havia una escola elemental.

## Poblacions més properes
El següent diagrama mostra les poblacions més properes.